# Catalepsie

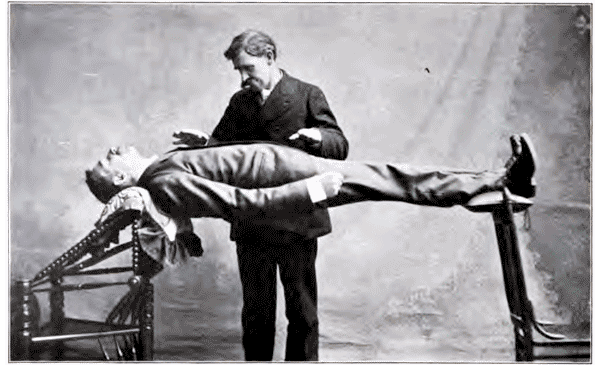
Voorbeeld van catalepsis

Catalepsie is een medisch symptoom, een kenmerk van catatonie waarbij spierverstijving in de ledematen of het gehele lichaam optreedt, de patiënt minder gevoelig is voor pijn en ook andere lichaamsfuncties (waaronder ademhaling) en het bewustzijn zich op een verlaagd niveau kunnen bevinden. In ernstige gevallen kunnen de verschijnselen zo sterk zijn dat de patiënt overleden lijkt te zijn.
De symptomen kunnen zich voordoen als gevolg van verschillende aandoeningen, bijvoorbeeld epilepsie, de ziekte van Parkinson of schizofrenie. Ook kunnen ze het gevolg zijn van ontwenningsverschijnselen na misbruik van middelen. Het kan ook worden opgewekt door hypnose.
In sommige gevallen verzet de patiënt zich tegen pogingen om hem te verplaatsen of zijn lichaamshouding te veranderen, wat behandeling of verzorging kan bemoeilijken (motorische oppositie). In andere gevallen verzet de patiënt zich in het geheel niet en is het mogelijk de ledematen in een bepaalde ongemakkelijke of onnatuurlijke houding te plaatsen, waarna de patiënt deze houding gedurende langere tijd volhoudt. Dit wordt flexibilitas cerea genoemd (Latijn: wasachtige buigzaamheid). Deze laatste vorm wordt onder andere waargenomen bij catatone schizofrenie.